# Водно (планина)
Водно (мкд. Водно) је млада веначна планина између, Вардара, Треске и Маркове реке на југозападном ободу Скопске котлине у близини града Скопља, главног града Северне Македоније.
Највиши врх планине, Крстовар, висок је 1.066 m.
На врху планине се налази планинарски дом.
Лети температуре на планини достижу до 40º C.
На Водну се налазе бројне викендице.

## Галерија
- Миленијумски крст
- Поглед са врха планине